# Cupido desatando el cinto de Venus
Cupido desatando el cinto de Venus es un cuadro del pintor inglés Joshua Reynolds, realizado en 1788. Se expone en el Museo del Hermitage de San Petersburgo, Rusia.
Se representa de una manera poco habitual a la diosa Venus, recostada en la cama, semidesnuda y ocultando medio rostro con su mano derecha. Mientras, Cupido intenta desatar el cinturón del vestido de la diosa. La joven que sirvió al pintor de modelo fue Emma Hart.
Una versión anterior fue exhibida en 1784 y comprada por la Tate Britain en 1871. Otra versión de 1785, comprada por John Soane, se exhibe en el Museo Soane.